# Monte Dōgo
O monte Dōgo é uma montanha vulcânica localizada na fronteira de Nichinan, prefeitura de Tottori e Shobara, prefeitura de Hiroshima. O acidente geográfico tem uma altitude de 1 268 m (4 160 pé) e seu nome em japonês é composto por dois kanji. O primeiro, 道, significa "estrada" e o segundo, 後, neste contexto significa "atrás" ou "para a retaguarda". Por conta de sua paisagem, a montanha é conhecida como a "Rainha das Montanhas de Chūgoku."

## Planície alpina
O monte Dōgo possui a presença de planícies de alta elevação, particularmente na área conhecida como Noro, localizada no lado da prefeitura de Hiroshima. A planície é usada como área de pastagem para fazendas leiteiras e de gados. O gado Wagyu é criado nesta área.

## Salamandra-gigante-do-japão
O monte Dōgo é um dos habitat remanescentes da salamandra-gigante-do-japão (Andrias japonicus), a segunda maior espécie de salamandra do mundo. A espécie, endêmica do Japão, está intimamente relacionada à salamandra-gigante-da-china e atinge um comprimento de 1,5 m (5 pé). A salamandra-gigante-do-japão, embora protegida pelo governo japonês desde 1952, é considerada quase ameaçada pela União Internacional para a Conservação da Natureza (UICN).

## Atividades

### Caminhadas
O monte Dōgo pode ser acessado no lado da prefeitura de Hiroshima a partir da estação Dōgoyama na Linha Geibi da JR West. O acesso pela prefeitura de Tottori, por sua vez, é realizado pela estação Shōyama na linha Hakubi também da JR West, depois de ônibus até uma parada no distrito Niiya de Nichinan. A partir destes pontos, a caminhada até o cume do monte leva aproximadamente três horas. O monte Dōgo é conhecido por sua folhagem de outono.

### Parque Dōgo Kogen Kuro
O monte também abriga o Parque Dōgo Kogen Kuro (道後山高原クロカンパーク, Dōgoyama Kōgen Pāku) que tem uma altitude de 700 m (2 297 pé) uma área ampla e plana de 44 vezes o tamanho do Tokyo Dome. As instalações recreativas do parque são mantidas pela cidade de Shobara. O esqui cross-country é popular, mas a cidade também hospeda uma competição anual de triatlo. Ele também abriga um estádio que recebe partidas de futebol, competições de patinação e de ciclismo.